# Карауй
Карауй  (Карасу) — река в Казахстане и России, протекает в Костанайской и Челябинской областях. Устье реки находится в 76 км по правому берегу реки Берсуат. Длина реки составляет 30 км.
Высота устья — 300 м над уровнем моря.

## Данные водного реестра
По данным государственного водного реестра России относится к Иртышскому бассейновому округу, водохозяйственный участок реки — Тобол от истока до впадения реки Уй, без реки Увелька, речной подбассейн реки — Тобол. Речной бассейн реки — Иртыш.
Код объекта в государственном водном реестре — 14010500212111200000263.

## Населённые пункты
- Хозрет